# Табаков, Николай Григорьевич
Николай Григорьевич Табаков (16 [29] декабря 1907, Курганная, Кубанская область — 20 апреля 1978, Курганинск, Краснодарский край) — советский хозяйственный, государственный и политический деятель, Герой Социалистического Труда.

## Биография
Родился в станице Курганная в 1907 году в семье казака. Член ВКП(б).
С 1920 года — на хозяйственной, общественной и политической работе. В 1920—1959 гг. работал по найму, председатель колхоза «Красная Лаба», в Красной Армии, председатель колхозов «Коминтерн», «Красный Кавказ», имени Карла Маркса, имени Жданова, участник Великой Отечественной войны, начальник политотдела машинно-тракторной станции, председатель Пашковского райисполкома, начальник крайдоротдела, инспектор Наркомзема СССР, председатель колхоза имени Молотова, имени Сталина (позднее — «Кавказ») Курганинского района Краснодарского края.
Указом Президиума Верховного Совета СССР от 31 октября 1957 года присвоено звание Героя Социалистического Труда с вручением ордена Ленина и золотой медали «Серп и Молот».
Избирался депутатом Верховного Совета РСФСР 1-го и 2-го созывов.
Умер в 1978 в Курганинске.